# Seevetal
Seevetal is een gemeente in de Duitse deelstaat Nedersaksen, gelegen in het Landkreis Harburg. Seevetal telt 41.889 inwoners, en is daarmee qua inwonertal de grootste gemeente die geen stadsrecht heeft in Duitsland. Het is wel een selbständige Gemeinde.

## Geografie en infrastructuur

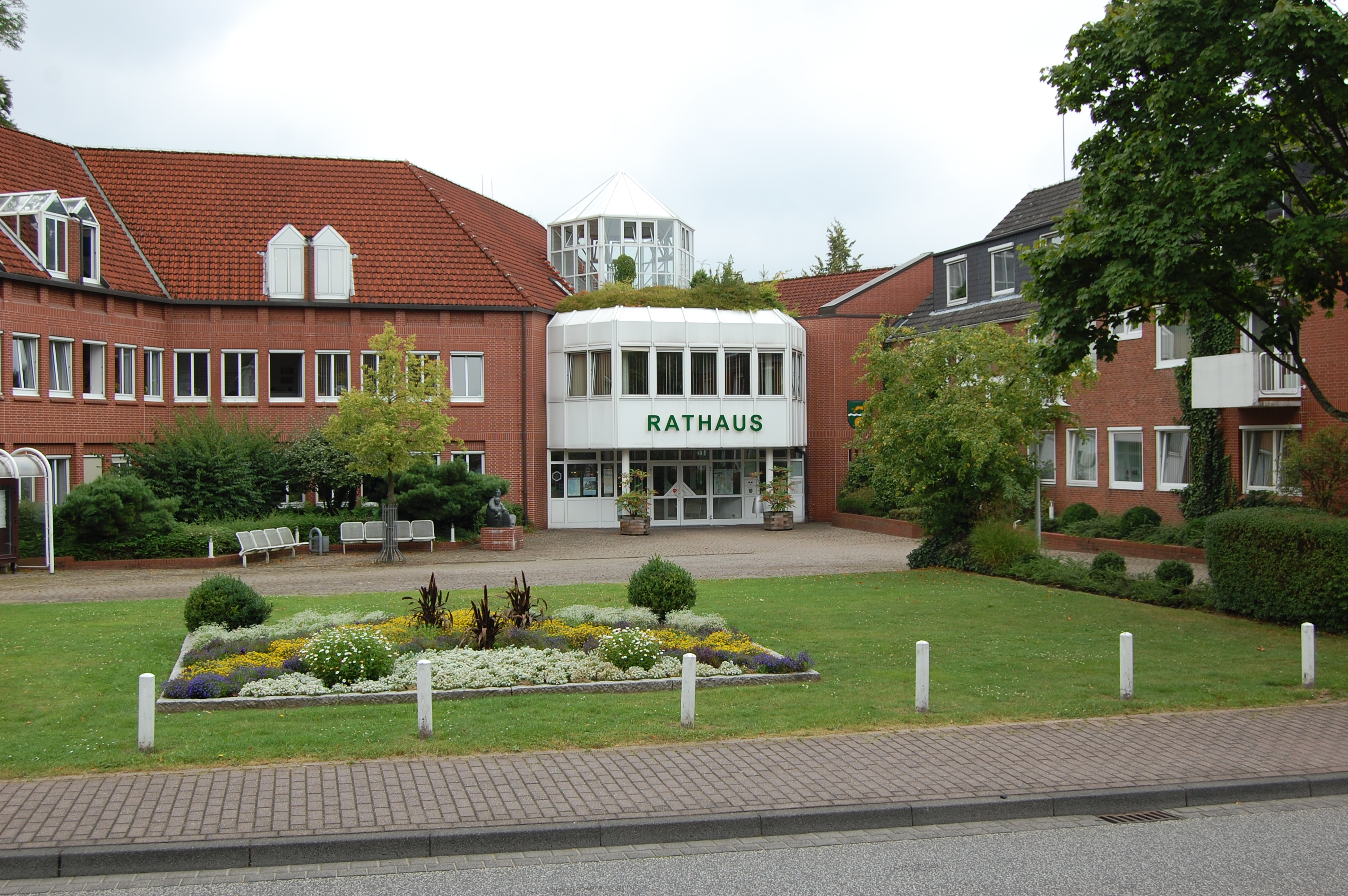
Gemeentehuis te Hittfeld
De plaatsen in Seevetal
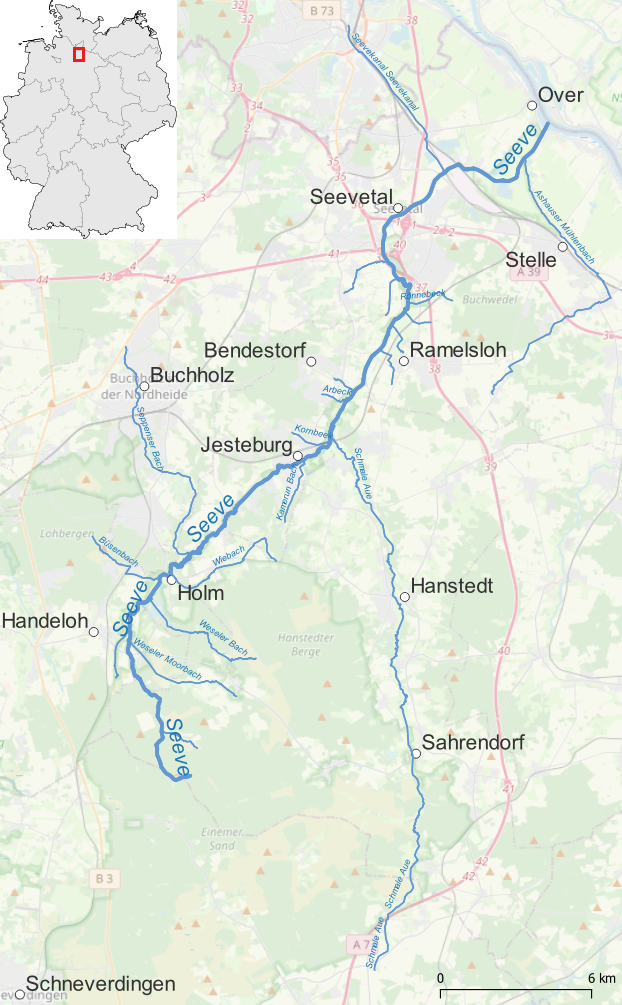
Stroomgebied van de Seeve

Seevetal heeft een oppervlakte van 105,19 km² en ligt in het noorden van Duitsland. Een deel van de gemeente ligt aan de Elbe en grenst direct aan Hamburg, o.a. Hamburg-Neuland, en Hamburg-Rönneburg in het westen en Hamburg-Kirchwerder aan de overkant van de Elbe.
De gemeente bestaat uit 19 Ortsteile, gegroepeerd in 6, ieder door een deelgemeenteraad (Ortsrat) bestuurde Ortschaften. Het gemeentebestuur zetelt te Hittfeld, het gemeentearchief te Meckelfeld.
De gemeente is genoemd naar het riviertje de Seeve, dat erdoorheen stroomt.

### Samenstelling van de gemeente
Conform blz. 4 van de hoofdgemeenteverordening (Hauptsatzung) d.d. 12 augustus 2021, zoals als PDF-document kan worden gedownload op de website van de gemeente:
- Ortschaft, bestaande uit de dorpen (Ortsteile) Fleestedt, Glüsingen, Beckedorf en Metzendorf
- Ortschaft, bestaande uit de dorpen (Ortsteile) Hittfeld, Emmelndorf, Helmstorf en Lindhorst
- Ortschaft, bestaande uit de dorpen (Ortsteile) Maschen, Horst en Hörsten
- Ortschaft, bestaande uit de dorpen (Ortsteile) Meckelfeld en Klein-Moor
- Ortschaft, bestaande uit de dorpen (Ortsteile) Over, Bullenhausen en Groß-Moor
- Ortschaft, bestaande uit de dorpen (Ortsteile) Ramelsloh, Ohlendorf en Holtorfsloh[3]

Andere dorpen en gehuchten in de gemeente, die niet de status van Ortsteil hebben, zijn Eddelsen, Glüsingen-Jehrden, Karoxbostel, Lindhorster Heide, Siedlung Emmelndorf, Sunderberge, Waldesruh en Woxdorf. Verder liggen in de gemeente de boerderijen met eigen plaatsnaam Freschenhausen, Friesenwerdermoor, Herrendeich, Plumühlen, Waldhof, Weide en Wittenberg.

### Wapensvan de Ortsteile

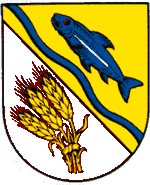
Beckedorf
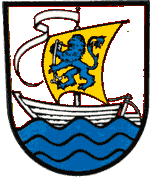
Bullenhausen
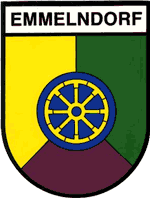
Emmelndorf
Fleestedt
Hittfeld
Holtorfsloh
Horst (Seevetal)
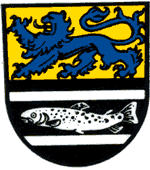
Hörsten
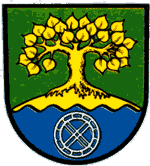
Lindhorst (Seevetal)
Maschen
Meckelfeld
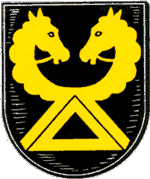
Ohlendorf
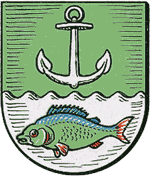
Over
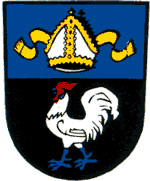
Ramelsloh

### Bevolkingscijfers per Ortsteil
Bron: website gemeente Seevetal: 
- Beckedorf 386
- Bullenhausen 1.207
- Emmelndorf 1.599
- Fleestedt 5.143
- Glüsingen 1.050
- Groß-Moor 59
- Helmstorf 1.012
- Hittfeld 5.523
- Holtorfsloh 270
- Horst 1.916
- Hörsten 601
- Klein-Moor 74
- Lindhorst 886
- Maschen 8.974
- Meckelfeld 9.966
- Metzendorf 391
- Ohlendorf 1.911
- Over 1.319
- Ramelsloh 2.047

TOTAAL: 44.310 personen. Tweede-woningbezitters zijn niet meegeteld. Peildatum: 30 november 2022.

### Naburige gemeenten
- Hamburg-Neuland, ten westen van Bullenhausen
- Hamburg-Rönneburg. in het westen
- Hamburg-Kirchwerder, aan de overkant van de Elbe
- Rosengarten, in het zuidwesten
- Harmstorf in de Samtgemeinde Jesteburg, in het zuiden
- Marxen en Brackel in de Samtgemeinde Hanstedt, in het zuiden
- Winsen (Luhe) en Stelle in het oosten

### Infrastructuur

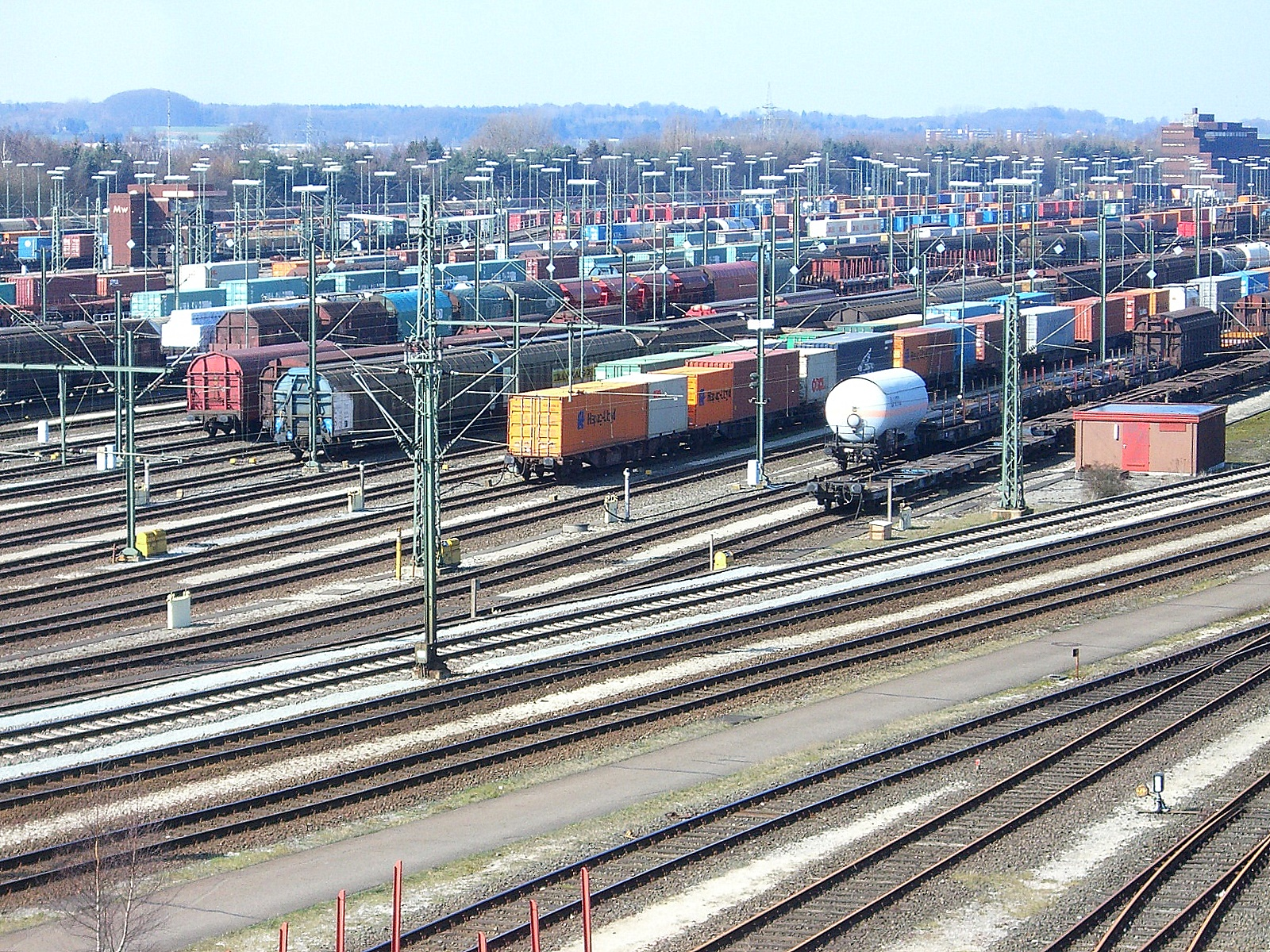
Maschen Rangierbahnhof
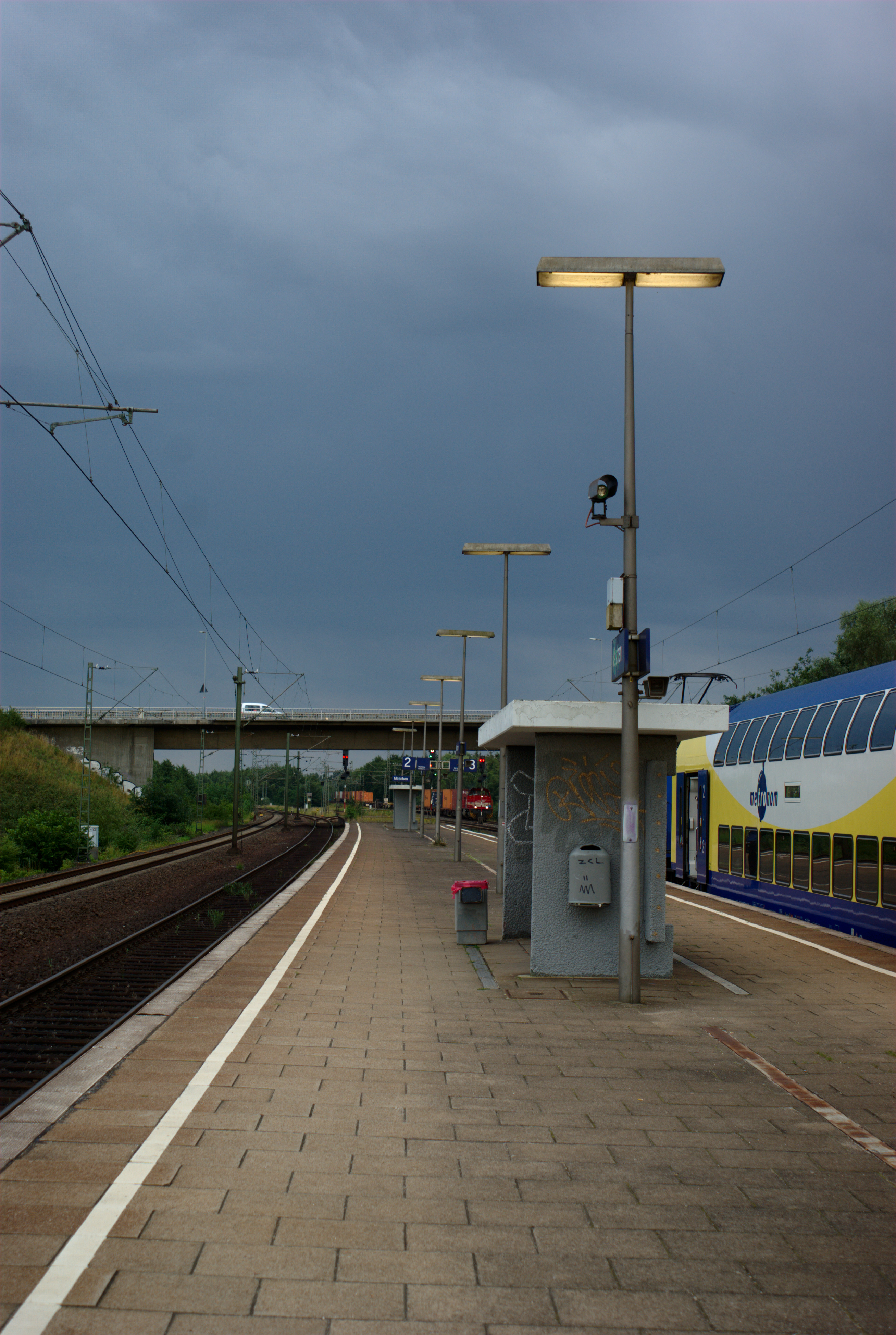
Maschen Personenbahnhof
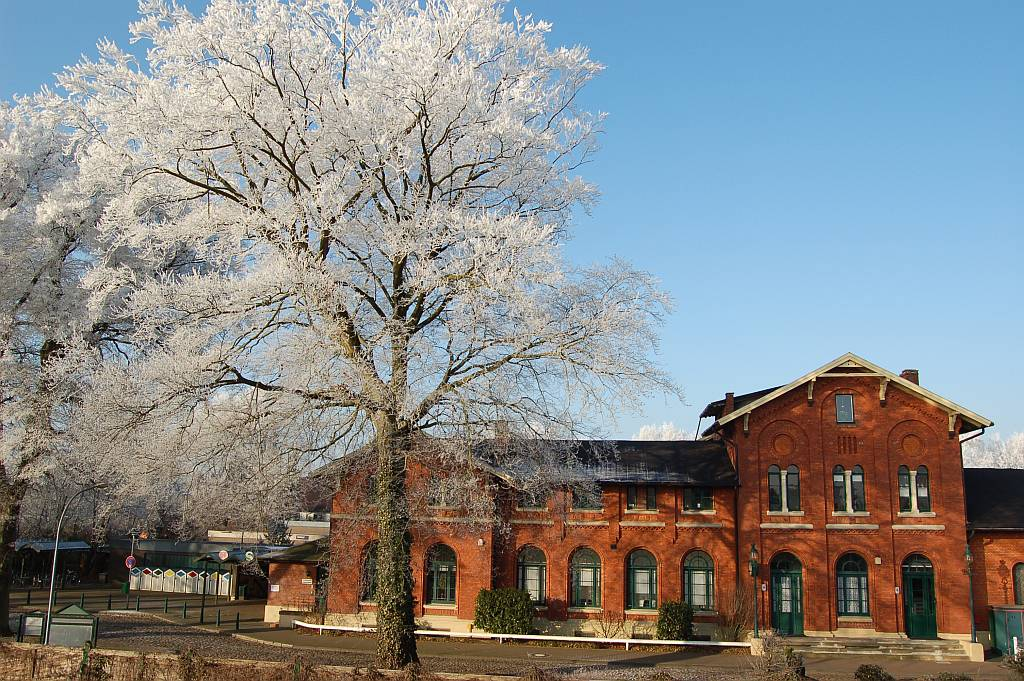
Station Emmelndorf

De gemeente wordt doorsneden door talrijke belangrijke verkeersaders, waaronder drie Autobahnen. Op het in de gemeente gelegen knooppunt Horster Dreieck komen de A39, de A1 en de A7 samen. Binnen de gemeente zijn vier aansluitingen op deze Autobahnen aanwezig, en wel:
- A1, ten westen van het knooppunt, afrit 41 Hittfeld
- A7, afrit 35 Fleestedt, uitgevoerd als klaverblad; hier begint ook de Bundesstraße 4, noordwaarts Hamburg-Harburg in.
- A7, afrit 38 Ramelsloh
- A39, afrit 2 Maschen

In het tot de gemeente behorende Maschen ligt één van de grootste rangeerterreinen van geheel Duitsland, Maschen Rangierbahnhof.
Aan de spoorlijn Lehrte - Cuxhaven liggen in de gemeente twee stoptreinstationnetjes, te weten Maschen Personenbahnhof en Station Meckelfeld. Aan de spoorlijn Wanne-Eickel - Hamburg ligt in de gemeente sinds 1874 het stoptreinstation te Hittfeld.
In verscheidene dorpen van Seevetal zijn haltes van door de Hamburger Hochbahn geëxploiteerde stadsbuslijnen van Hamburg. Met name de busverbindingen met Station Hamburg-Harburg zijn frequent. Daarnaast zijn er, buiten de spitsuren op dagen, dat er op de scholen les wordt gegeven, slechts sporadisch rijdende, andere bussen. Verder kent de gemeente een belbusdienst (AST, AnrufSammelTaxi).
De talrijke wegen en spoorwegen in de gemeente hebben het ongewenste gevolg gehad, dat Seevetal enigszins versnipperd is geraakt. Zo wordt het dorp Maschen door de A39 in een noordelijk en een zuidelijk deel (Maschen-Ort, respectievelijk Maschen-Heide) gesplitst.
De gemeente is genoemd naar het riviertje de Seeve, dat erdoorheen stroomt. De 42 km lange Seeve, een linker zijriviertje van de Elbe, is niet bevaarbaar. Ten oosten van Over mondt de Seeve bij een zijl uit in de Elbe. Op en langs de oevers van het riviertje zijn enige natuurreservaten ingericht. Aan de oever van de Elbe zijn in het gemeentegebied geen havenfaciliteiten aanwezig.

## Economie
In de gemeente, die aan verscheidene in- en uitvalswegen van het naburige Hamburg ligt, zijn, vooral op de bedrijventerreinen nabij de autosnelwegen, een aantal logistieke bedrijven en distributiecentra gevestigd. Uiteraard is ook het grote rangeerstation te Maschen van economisch belang voor Seevetal. Veel inwoners van Seevetal zijn forensen, die in Hamburg hun werkkring hebben.
Te Hittfeld is het hoofdkantoor gevestigd van de groothandel in thee met de naam Ostfriesische Tee Gesellschaft.
In de agrarische sector is de tuinbouw en groententeelt van enige betekenis. Langs de Elbe is nog sprake van enige melkveehouderij.

## Geschiedenis

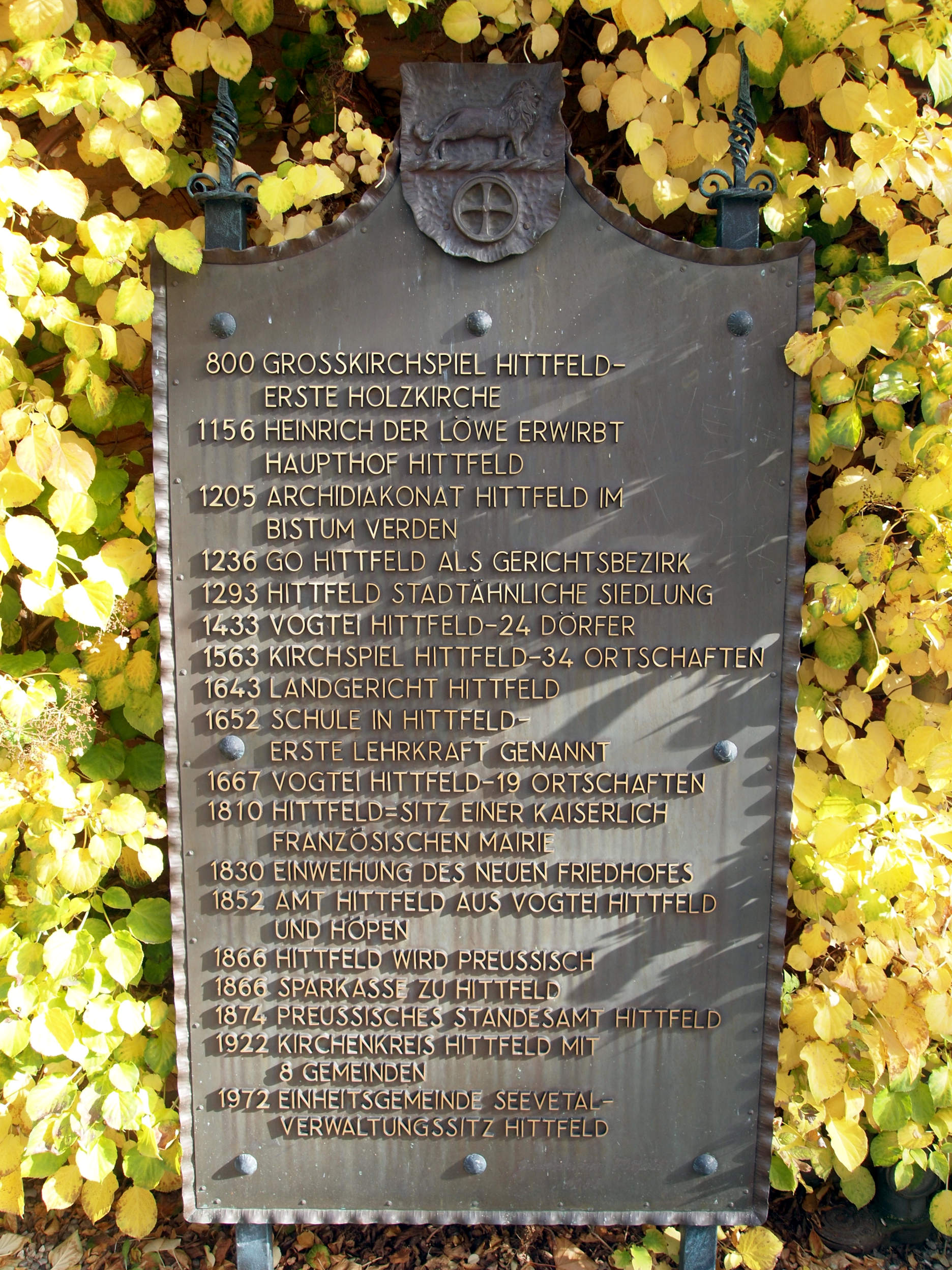
Info-stèle te Hittfeld met historische informatie
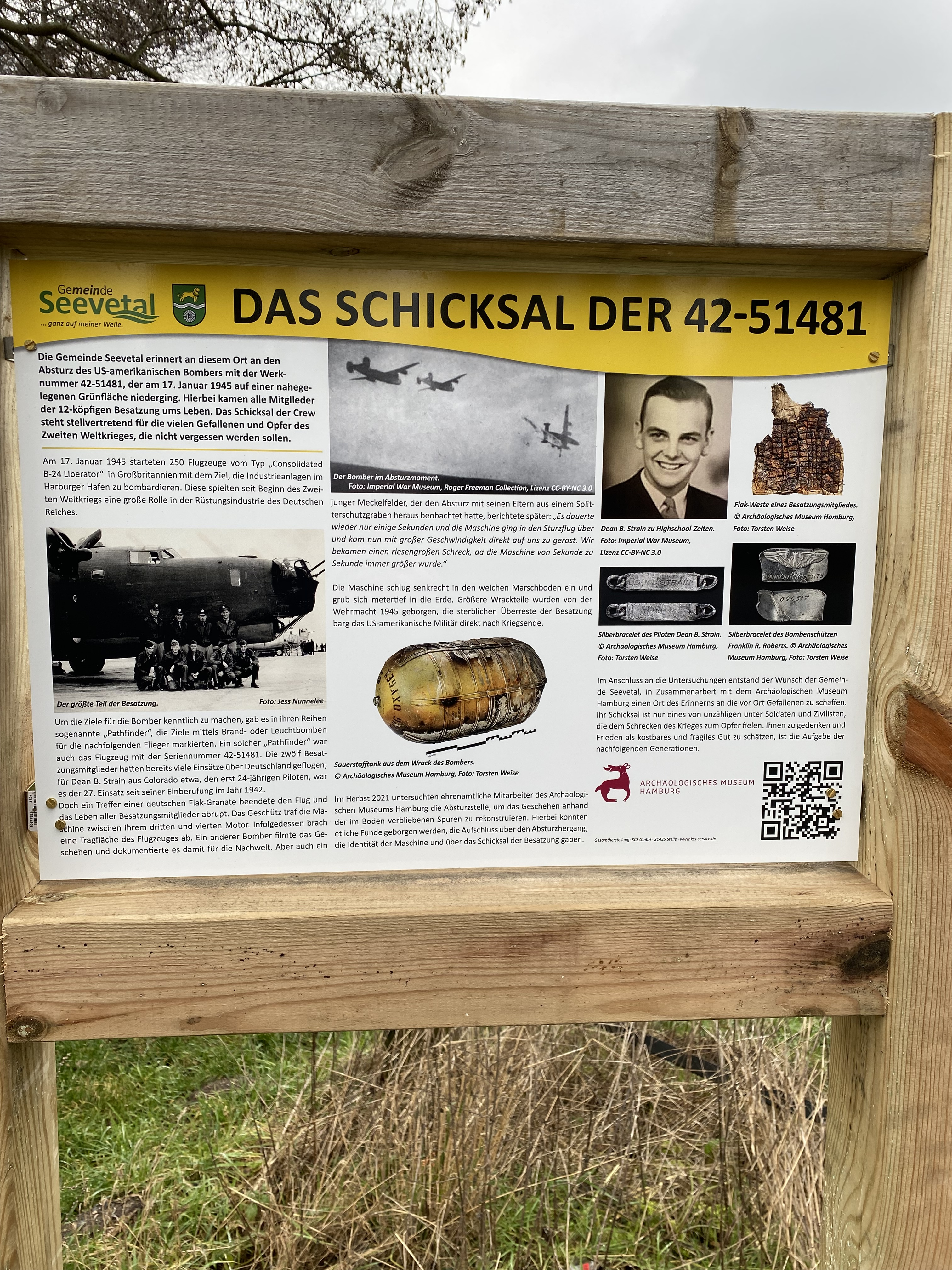
Herdenkingspaneel betreffende de te Meckelfeld neergeschoten bommenwerper 17 januari 1945

Blijkens archeologisch onderzoek (o.a. vondsten van grafgiften in een grafheuvel) was de locatie van Ohlendorf, wat hoger gelegen dan het moerassige rivieroevergebied, reeds in de 3e eeuw v. Chr. bewoond.
De meeste dorpen in de gemeente ontstonden in de Middeleeuwen rondom kerkjes of grote boerderijen. Omstreeks 1200 moet Hendrik de Leeuw in het huidige Hittfeld een boerderij bezeten hebben. Om deze reden is in het gemeentewapen van Seevetal een leeuw afgebeeld. Rond 1300 was Hittfeld een regionaal marktplaatsje, met een eigen lokale rechtbank en gedurende enige decennia met muntrecht.
Vooral de wat grotere dorpen hadden in de 17e eeuw nogal wat leed te verduren, met name als gevolg van de Dertigjarige Oorlog (1618-1648).
In 1847, toen het gebied in het Koninkrijk Hannover lag, werd de spoorlijn Harburg-Celle, met stations te Maschen en Meckelfeld, aangelegd, aanvankelijk enkelsporig; in 1858 werd deze tot dubbel spoor verbreed.
Rond 1870 werd in Ramelsloh het kippenras Ramelsloher voor het eerst gefokt; zie ook de kip in het dorpswapen van Ramelsloh.
Tijdens de Tweede Wereldoorlog, op 17 januari 1945, werd bij Meckelfeld een Amerikaanse bommenwerper type B-24 Liberator door Duits Flak-luchtafweergeschut neergehaald. Alle 12 Amerikaanse militairen aan boord van dit vliegtuig kwamen hierbij om het leven. De gemeente Seevetal heeft, als een der weinige in Duitsland, ter herinnering hieraan een gedenkpaneel geplaatst.
Na de Tweede Wereldoorlog, door de toevloed van elders door oorlogsgeweld en gedwongen emigratie gevluchte mensen, en na plm. 1960, door de instroom van woonforensen uit Hamburg, steeg het aantal inwoners van veel in de gemeente gelegen dorpen sterk. Het agrarische karakter van verscheidene van deze plaatsjes maakte plaats voor een voorstadskarakter.
In 1972 werden de 19 tot dan toe zelfstandige gemeenten in het gebied tot de gemeente Seevetal samengevoegd.
Tussen 1977 en 1980 werd het grote rangeerstation Maschen Rangierbahnhof in gebruik genomen, ter ontlasting van verouderde of met ruimtegebrek kampende railinfrastructuur in Hamburg zelf, Harburg en elders. In 2015 was dit de grootste faciliteit in Europa voor het rangeren van goederentreinen.

## Bezienswaardigheden, toerisme
- De gemeente is betrekkelijk rijk aan natuurschoon.
  - In het noordoosten van de gemeente, bij Bullenhausen, ligt een vogelreservaat aan de Seeve (Untere Seeveniederung). Hier zijn verdere faciliteiten, waaronder een uitkijkgelegenheid voor bezoekers, in ontwikkeling. Tussen Hörsten en het natuurgebied Untere Seeveniederung ligt een weiland, dat vanwege het voorkomen van grote aantallen van de wilde kievitsbloem een natuurreservaat is; verder is het gehele gebied langs het riviertje de Seeve rijk aan beschermde flora en fauna, en daarom grotendeels ook natuurreservaat.
  - Verder is de Lüneburger Heide niet ver weg (ten zuidwesten van het gemeentegebied).
  - Ten oosten van Maschen en Ohlendorf kan men wandelingen maken in enkele deels heuvelachtige bossen Buchwedel, Stemmbruch en Hallonen.
- Op de Seeve is kanovaren beperkt toegestaan; op sommige delen alleen overdag en stroomafwaarts. Langs de Seeve loopt een 101 km lange toeristische fietsroute van Hamburg naar de Lüneburger Heide.
- Tot de bezienswaardigheden van de gemeente behoren de 13e-eeuwse, evangelisch-lutherse St.-Mauritiuskerk en de oude windmolen, type grondzeiler, van Hittfeld.
- De watermolen van Karoxbostel, tussen Fleestedt en Maschen, heeft een tot 1438 teruggaande geschiedenis. De huidige, 19e- en 20e-eeuwse gebouwen zijn in 2015 gerestaureerd en hebben een culturele bestemming gekregen. Stellen uit Seevetal en omgeving kunnen in de molen in het huwelijk treden.
- In de 20e eeuw zijn binnen het gemeentegebied verscheidene wegen en spoorwegen aangelegd; daarvoor is ter plaatse veel grind uitgegraven. Door deze afgravingen ontstonden enkele meertjes, die als recreatieplas in gebruik zijn gekomen. De grootste plas ligt ten noordwesten van Hörsten, dicht bij het rangeerstation.
- Strandrecreatie is ook mogelijk aan de Elbe bij Bullenhausen en Over.
- Het moderne evenementen- en congrescentrum, met restaurant, Burg Seevetal aan de noordkant van Hittfeld biedt mogelijkheden, concerten, toneelvoorstellingen e.d. bij te wonen.

## Afbeeldingen

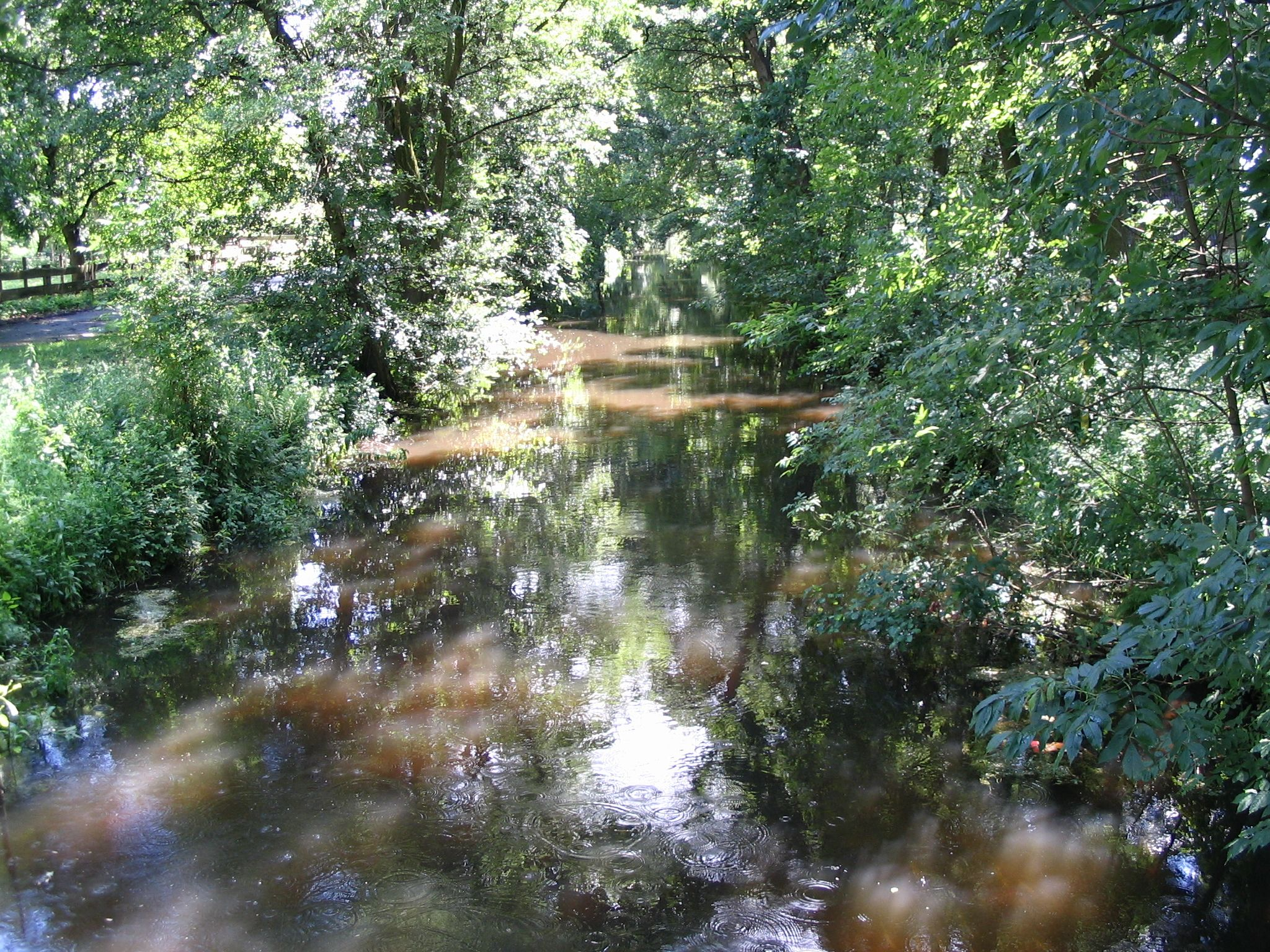
Het riviertje de Seeve bij Meckelfeld
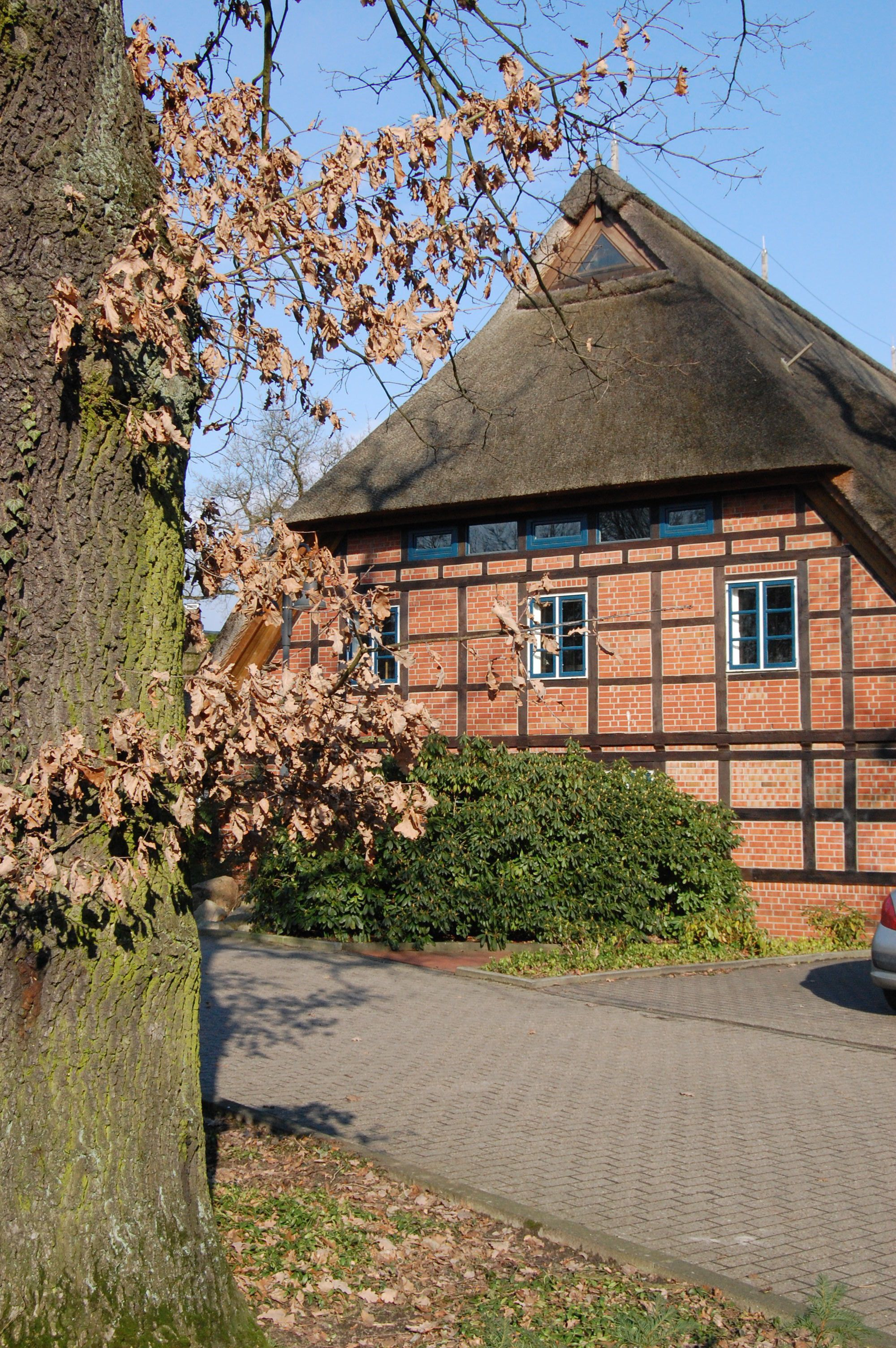
V.m. boerderij te Meckelfeld (gemeentelijke bibliotheek)
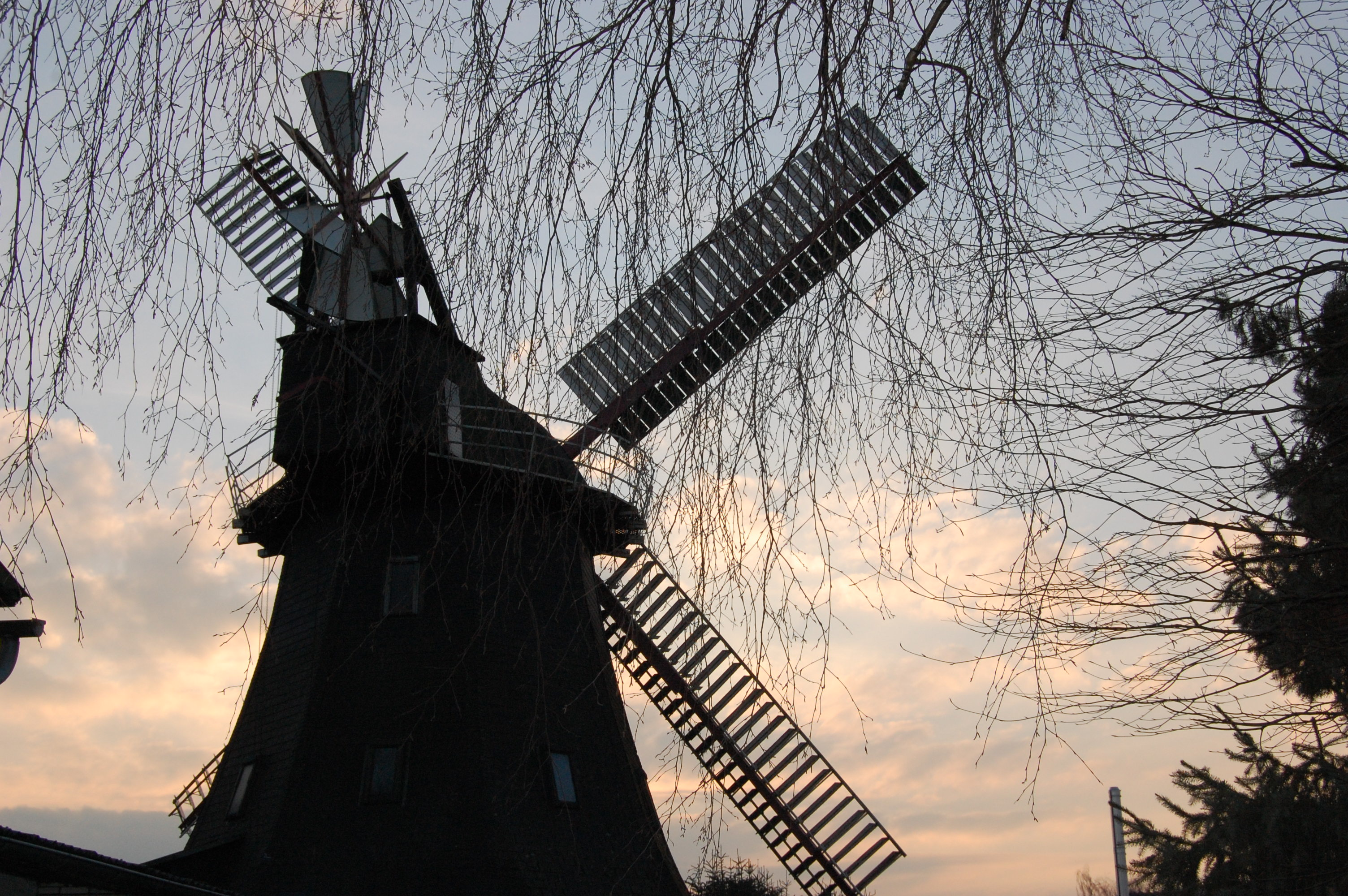
Molen van Hittfeld
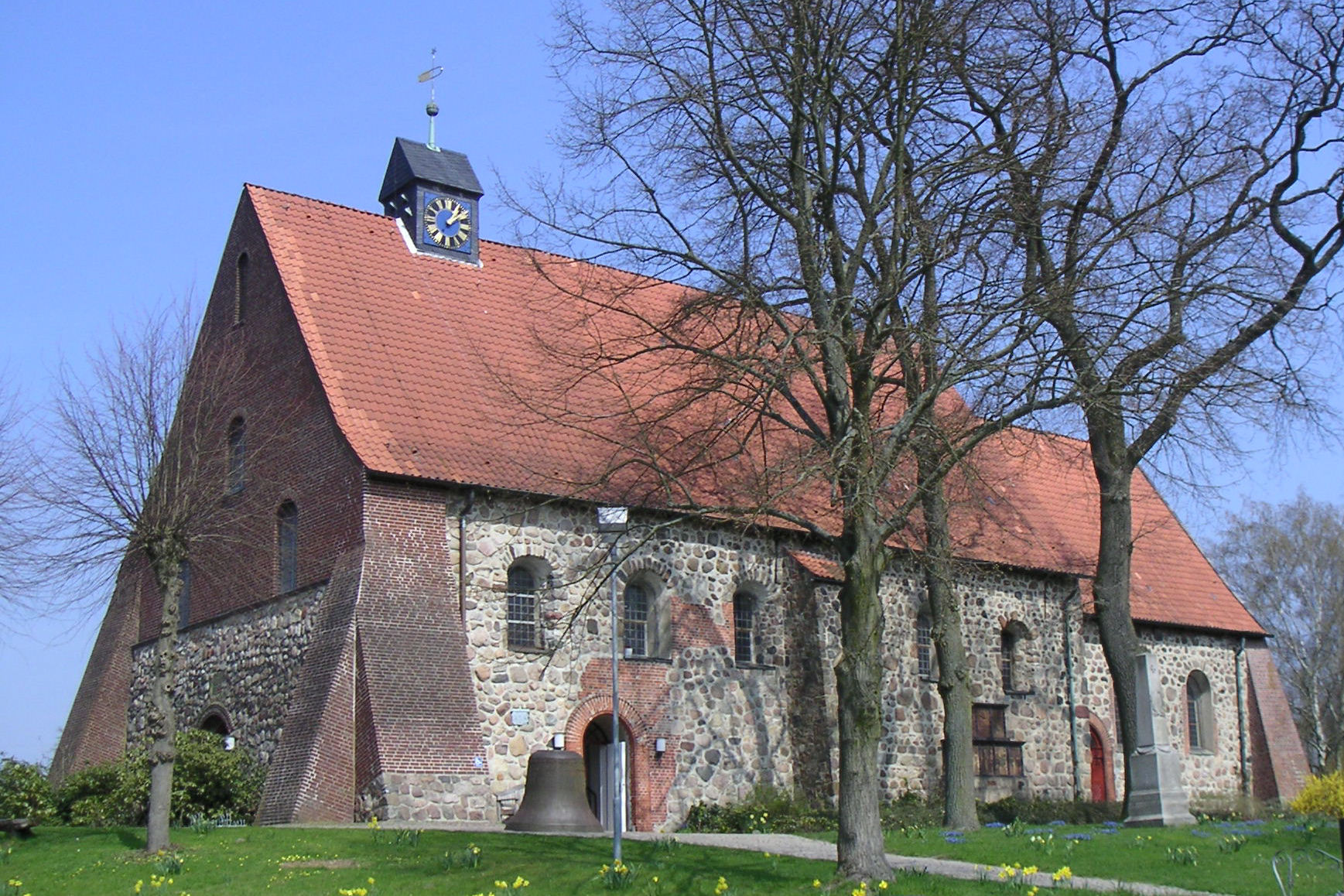
St. Mauritiuskerk van Hittfeld
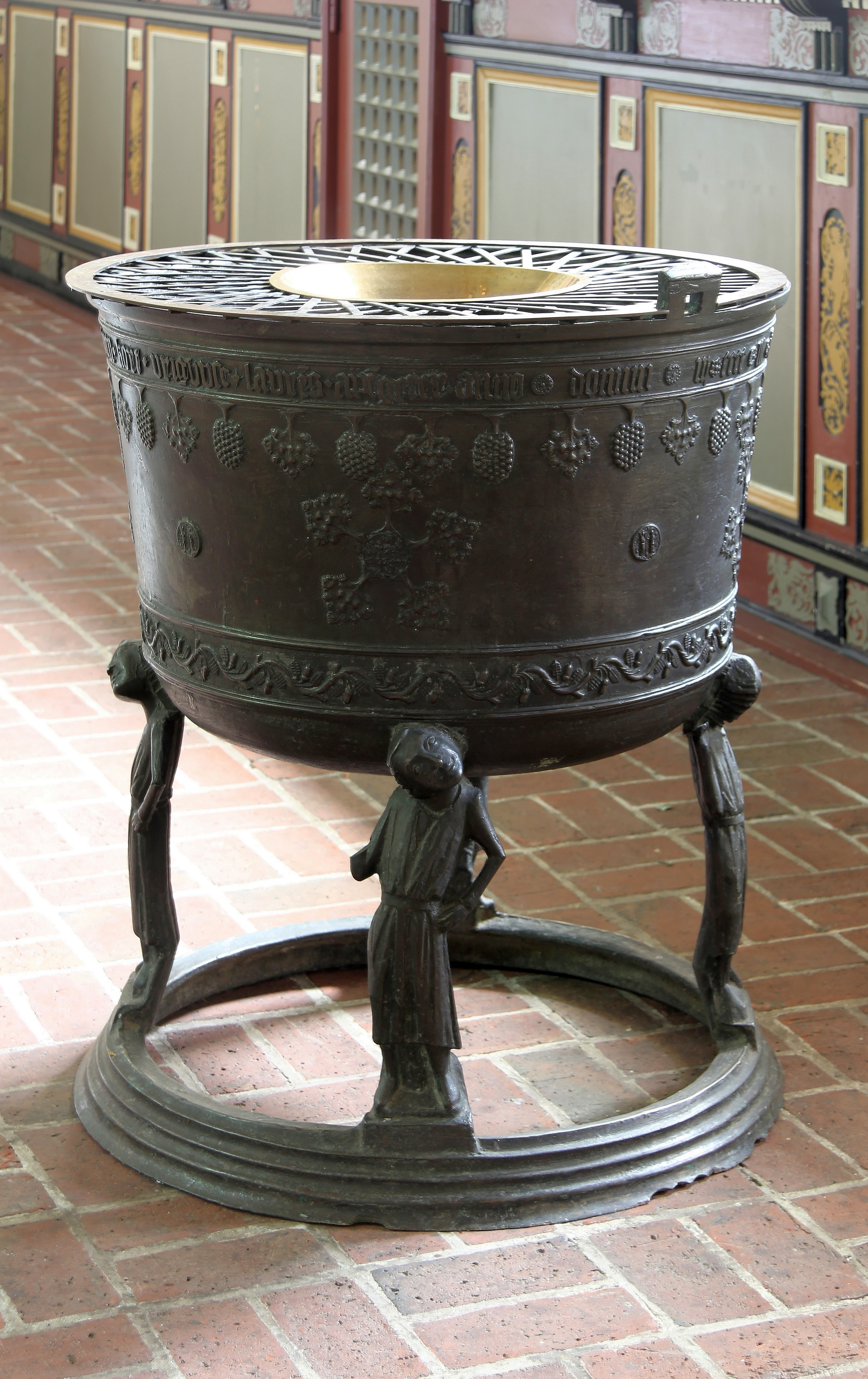
15e-eeuws doopvont in deze kerk
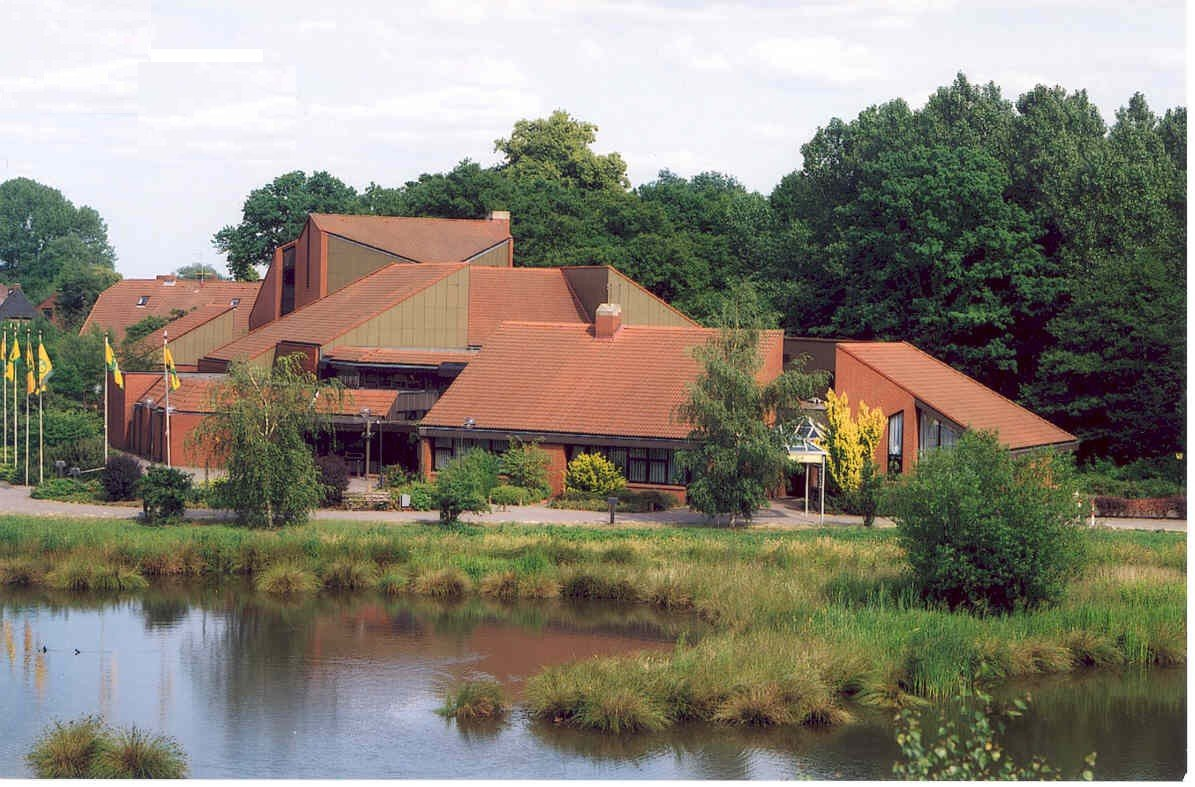
Gebouw Burg Seevetal te Hittfeld
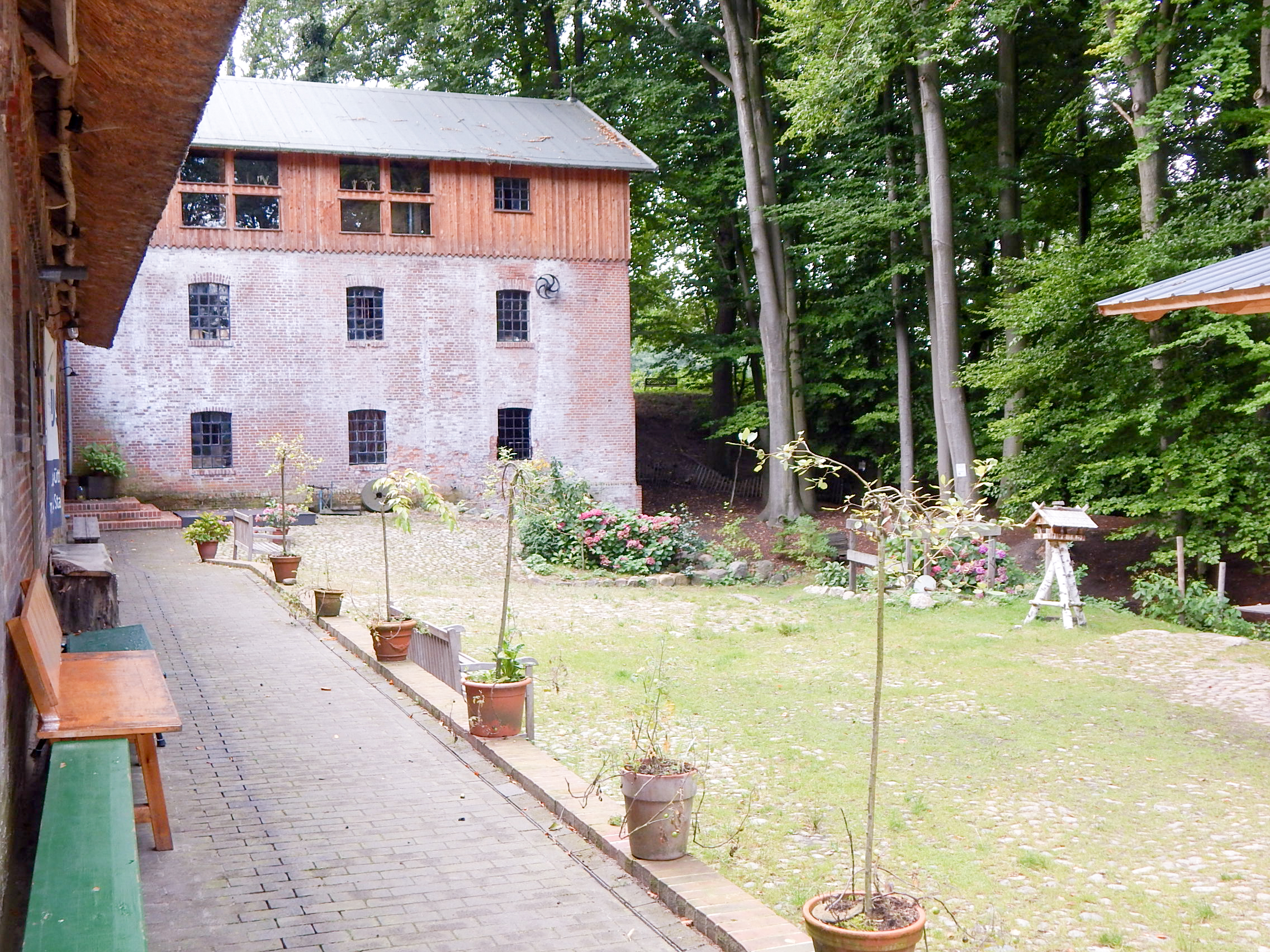
19e-eeuwse watermolen Karoxbostel
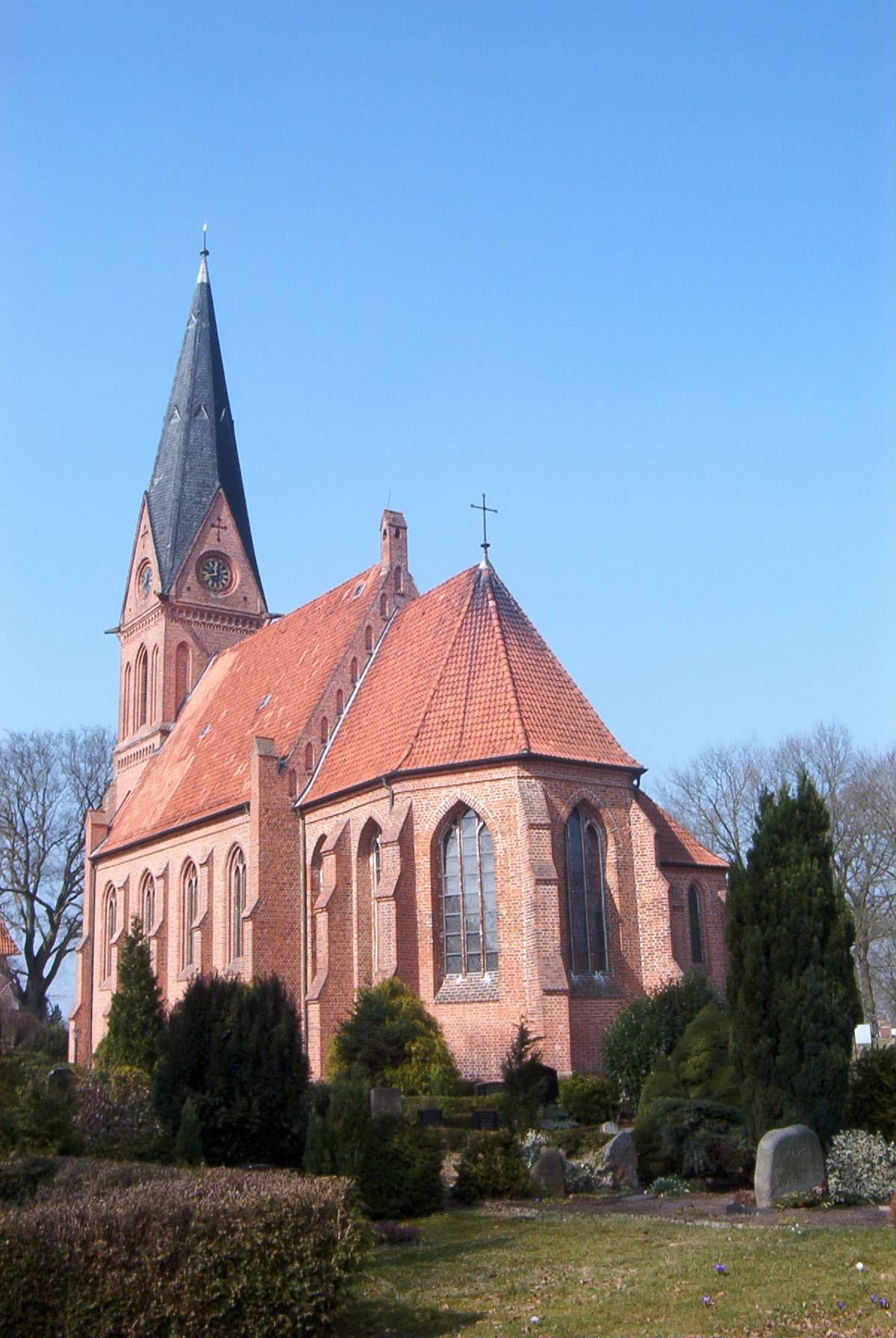
St. Sixtus- en Sinnitiuskerk, Ramelsloh (19e eeuw; voormalige stichtskerk)
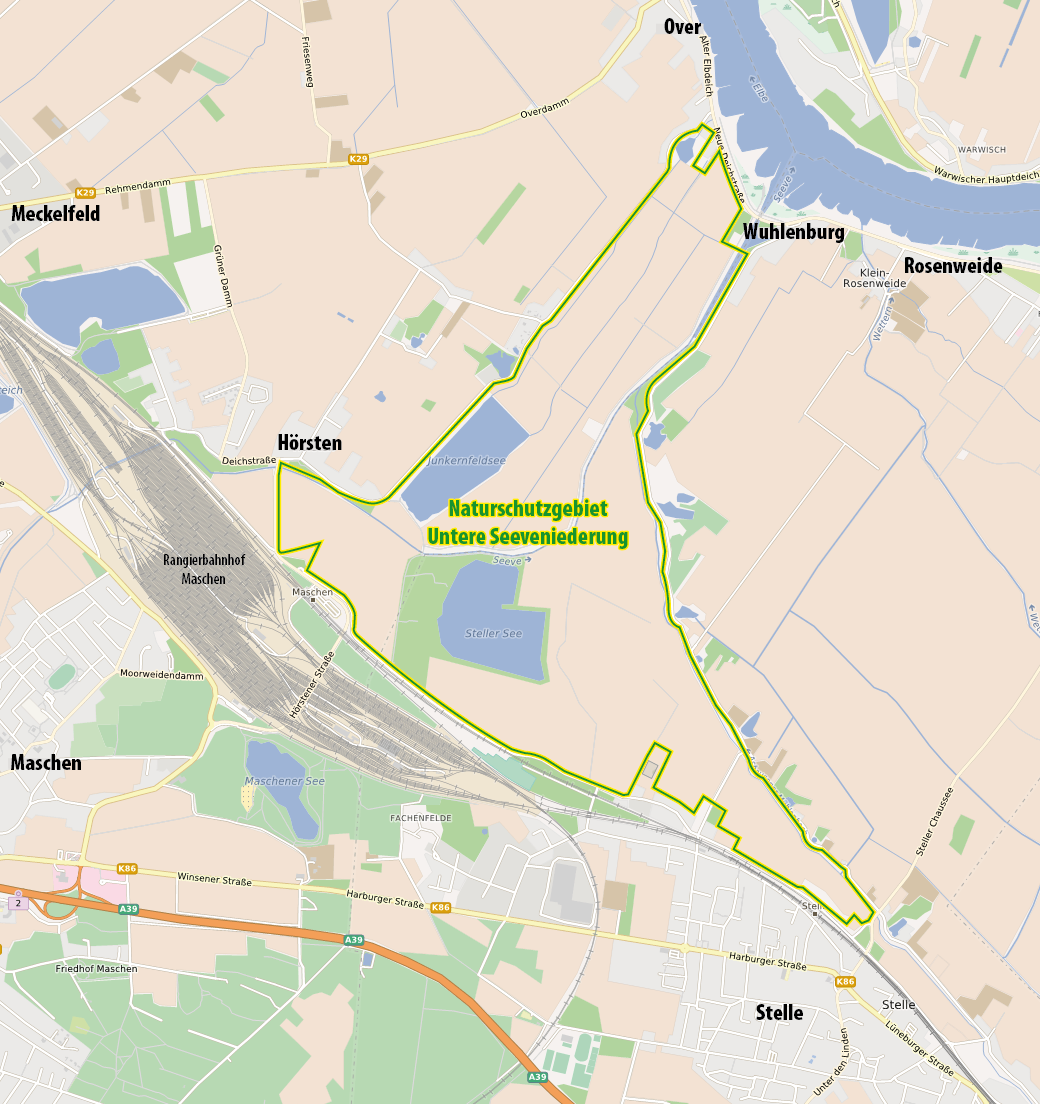
Situering natuurreservaat Untere Seeveniederung
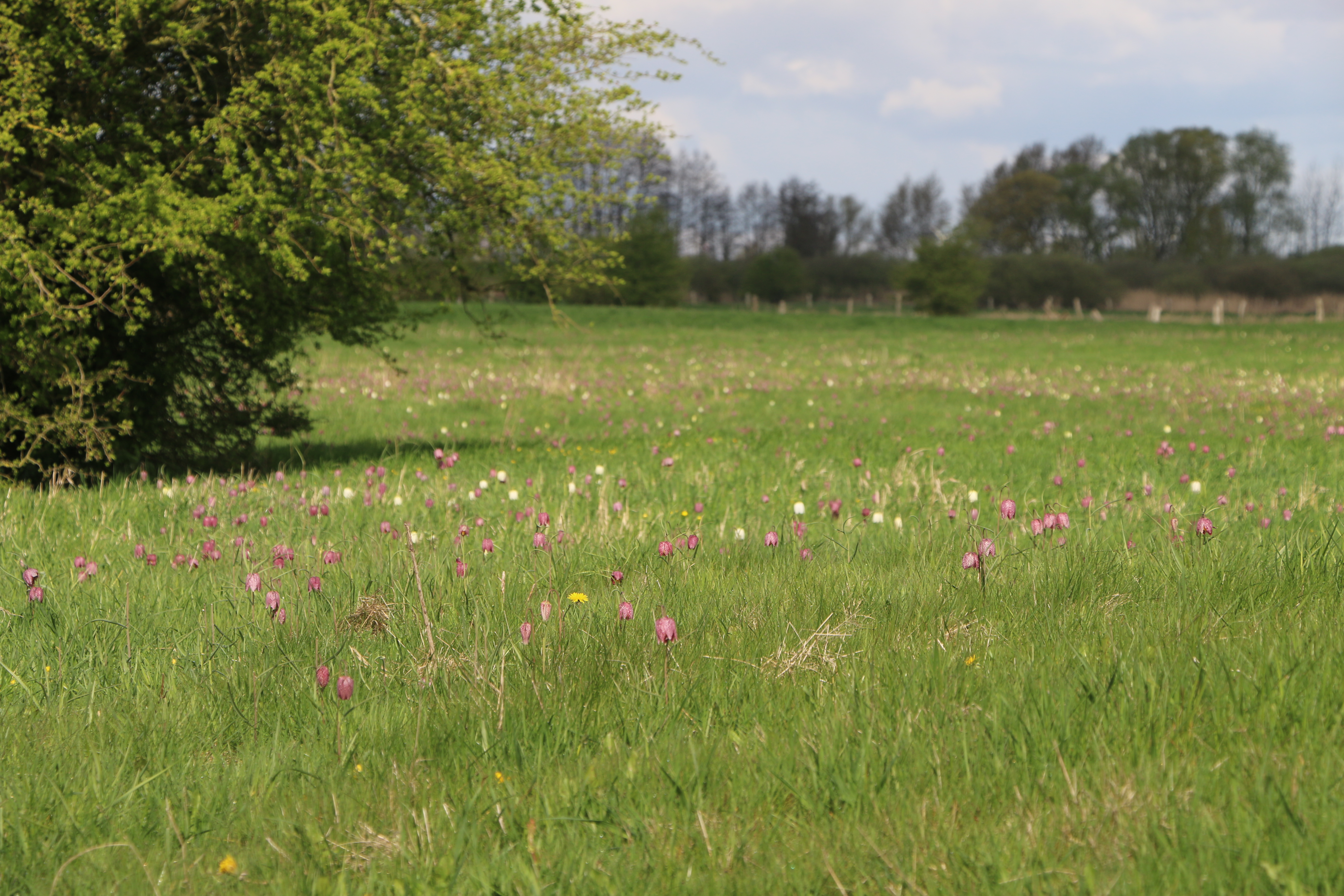
Weide met kievitsbloemen bij het natuurreservaat Untere Seeveniederung
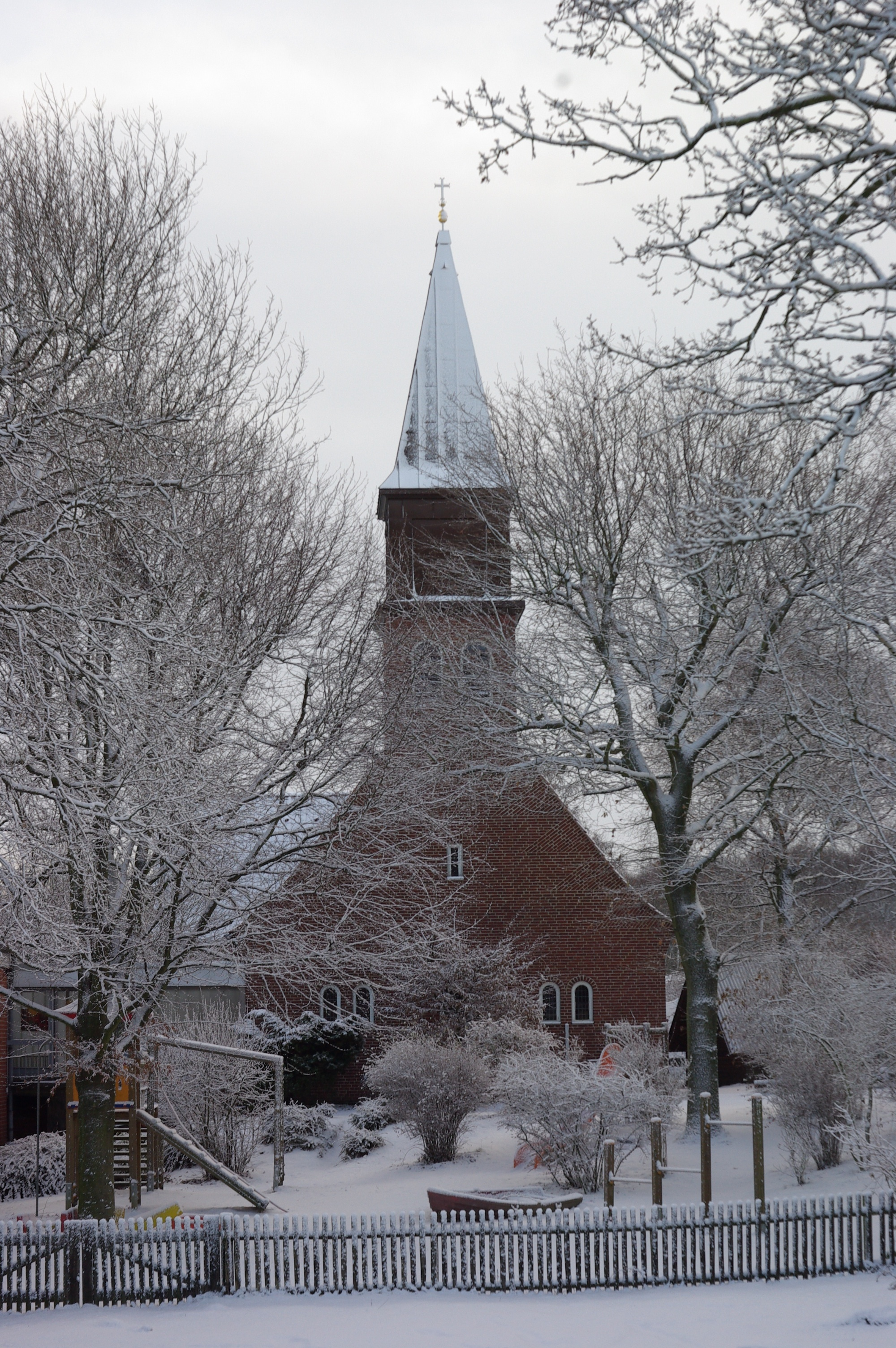
Kerkje (Friedenskirche) te Maschen-Heide

## Bijzondere inwoners
- In Bullenhausen, gem. Seevetal, overleed in juli 2004 de bekende actrice Inge Meysel.
- In Meckelfeld woont de in 1939 geboren, geliefde, oud-profvoetballer en oud-international Gert Dörfel.[6]
- De countryband Truck Stop heeft een speciale band met het dorp Maschen; verscheidene bandleden hebben daar gewoond of gewerkt. Hiermee in verband staat de zangeres Franziska Menke, die haar tienerjaren in Maschen doorbracht.

## Partnerstad
De gemeente onderhoudt een jumelage met Decatur, Illinois in de Verenigde Staten.
- Gemeinsame Normdatei: 4054200-2
- Library of Congress Control Number: n82051146
- MusicBrainz: 923e98aa-d7ee-4542-ace4-0346c4721465
- Nationale Bibliotheek van Israël: 987007564440405171
- Virtual International Authority File: 132543239
- WorldCat: E39PBJqvRWrC8HfBM6CGy76BT3

Appel · 
Asendorf · 
Bendestorf · 
Brackel · 
Buchholz in der Nordheide · 
Dohren · 
Drage · 
Drestedt · 
Egestorf · 
Eyendorf · 
Garlstorf · 
Garstedt · 
Gödenstorf · 
Halvesbostel · 
Handeloh · 
Hanstedt · 
Harmstorf · 
Heidenau · 
Hollenstedt · 
Jesteburg · 
Kakenstorf · 
Königsmoor · 
Marschacht · 
Marxen · 
Moisburg · 
Neu Wulmstorf · 
Otter · 
Regesbostel · 
Rosengarten · 
Salzhausen · 
Seevetal · 
Stelle · 
Tespe · 
Toppenstedt · 
Tostedt · 
Undeloh · 
Vierhöfen · 
Welle · 
Wenzendorf · 
Winsen (Luhe) · 
Wistedt · 
Wulfsen